# Извршни одбор скупштине општине
Извршни одбор скупштине општине је био колективни носилац извршне власти у општинама Србије и Републике Српске.

## Србија
Извршни одбор скупштине општине је извршавао одлуке и друге акте скупштине општине односно старао се о њиховом извршењу; одлучивао о појединим питањима за која би га скупштина општине овластила; предлагао начин решавања појединих питања о којима је одлучивала скупштина општине, као и акте које је скупштина доносила; вршио надзор над радом општинске управе и поништавао или укидао акте општинске управе који нису били у сагласности са законом, статутом односно општинском одлуком; у случају ратног стања, доносио акте из надлежности скупштине општине с тим што је био дужан да их поднесе на потврду скупштини општине чим би она била у могућности да се састане; када скупштина општине није заседала, на предлог председника скупштине општине именовао и разрешавао лица која је именовала и разрешавала скупштина општине (такви акти су се подносили на потврду скупштини општине); вршио и друге послове утврђене статутом и другим актима општине.
Извршни одбор је бирала скупштина општине, а имао је председника и одређени број чланова. Председник скупштине општине је предлагао кандидата за председника извршног одбора. Председник и чланови извршног одбора су могли истовремено бити и одборници скупштине општине.
Извршни одбори су законом од 14. фебруара 2002. замењени инокосним председницима општина који су се бирали на време од четири године, непосредним и тајним гласањем. Такође, извршни одбори су дотад били колективна извршна власт и у градовима као јединицама локалне самоуправе.

## Република Српска
Извршни одбор скупштине општине се старао о извршавању одлука и других аката скупштине општине; предлагао начин решавања појединих питања из надлежности скупштине општине, као и акте које је она доносила; вршио надзор над радом локалне управе у општини, поништавао или укидао акте локалне управе у општини који су у супротности са законом односно општинском одлуком; вршио друге послове утврђене статутом и другим прописима општине.
Извршни одбор је бирала скупштина општине, а имао је председника и најмање два члана. Председник скупштине општине није могао бити истовремено и председник извршног одбора. Влада Републике Српске је могла сменити председника и чланове извршног одбора ако би оценила да је њиховим радом битно повређен Устав Републике Српске или закон.
Извршни одбори су законом од 18. новембра 1999. замењени инокосним начелницима општина који су се бирали на непосредним изборима за период од четири године. Такође, извршни одбори су дотад били колективна извршна власт и у градовима као јединицама локалне самоуправе.